# 엘름포인트

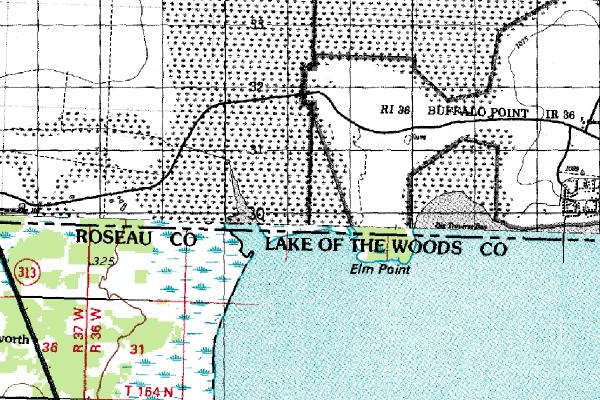
엘름포인트 일대의 지도

엘름포인트(Elm Point)는 미국 미네소타주 레이크오브더우즈군 지역의 지형을 부르는 말이다. 캐나다 매니토바주와 국경을 접하고 있다. 엘름 포인트는 북위 49도 이남인 다른 미국 본토와 우즈호로 떨어져 있다.
우즈호를 따라 서쪽으로 가면 미네소타주 본토와 엘름 포인트 사이에 미국 미네소타 주에 속하지만 미국 본토와 역시 떨어져 있는 버팔로 베이 포인트(Buffalo Bay Point)라는 2개의 작은지형이 하나 더 있다.

## 같이 보기
- 노스웨스트 앵글
- 포인트로버츠